# Marienkapelle (Sehndorf)

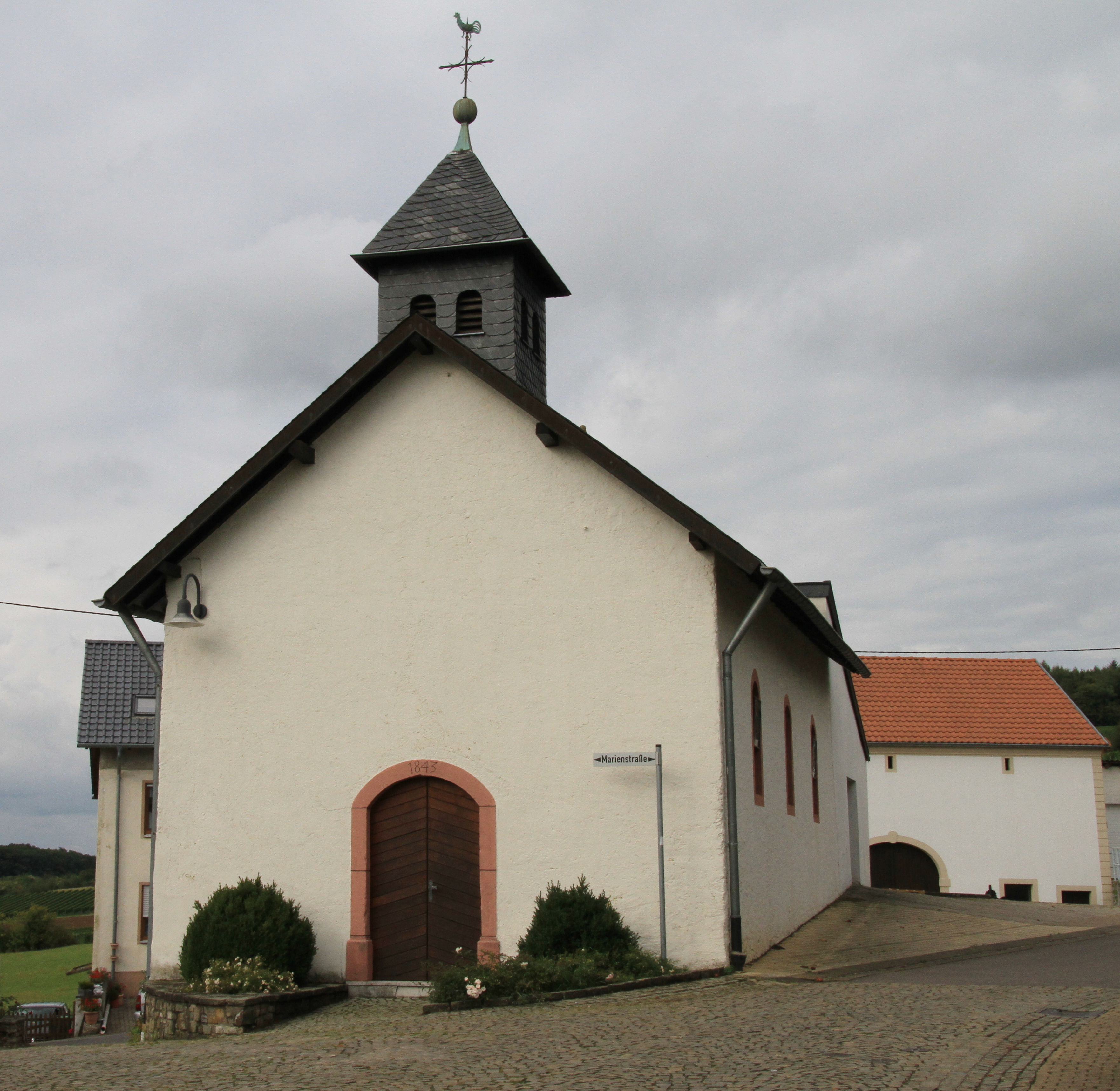
Marienkapelle in Sehndorf

Die Marienkapelle bzw. Kapelle Mariä Himmelfahrt ist eine römisch-katholische Filialkirche im Ortsteil Sehndorf der saarländischen Gemeinde Perl. Sie steht als Einzeldenkmal unter Denkmalschutz.

## Geschichte
Die Marienkapelle wurde im Jahr 1843 von dem Unternehmer Johann Peter Mersch und dessen Ehefrau Anna als Dank für glückliche Vermögens- und Familienverhältnisse erbaut. Noch im gleichen Jahr schenkte das Ehepaar die Kapelle mit Grundstück den katholischen Bewohnern von Sehndorf, unter der Bedingung, dass diese alle künftigen Kosten bestreiten und die Kirche pflegen. 1893 wurde die kleine Kirche erstmals restauriert. Dabei wurden Dach und Turm neu gedeckt. 1906 erhielt die Kirche einen neuen Hochaltar. 1943 wird das Gebäude neu ausgemalt und erhielt sechs neue Fenster. 1945, 1949 und 1952 folgen weitere Restaurierungen und Sanierungen. Von 1966 bis 1971 wurde die Kirche entscheidend umgestaltet. Das Dach musste komplett erneuert werden, der Turm wurde abgerissen und neu errichtet. Der Mittelgang des Kirchensaals wurde gefliest und die Dachschrägen mit gehobelten Oregonbrettern verkleidet. Außen- und Innenputz mussten restauriert werden. Die Sakristei wurde erweitert, außerdem musste  1871 vor der Kapelle gepflanzte Friedenseiche gefällt werden, da ihr Wurzelwerk das Fundament der Kapelle gefährdete. 2003/04 wurde die Kapelle erneut restauriert.

## Architektur
Der Zugang zum weiß gestrichenen Putzbau mit Satteldach erfolgt über ein Portal in dessen Rundbogen das Erbauungsdatum 1843 zu sehen ist. Die Längsseiten besitzen je drei Fensterachsen mit Rundbögen. Der geschieferte Turm besitzt ein weit überhängendes Pyramidendach.

## Ausstattung

### Hochaltar
Der neugotische Hochaltar aus Muschelkalk auf einem zweistufigen Podest aus Holz vor der Stirnwand war das Meisterstück von Steinhauermeister Johann Wagner, der in Sehndorf geboren worden war. Das zweistufige Altarretabel des Hochaltars ist 2,80 m hoch. Es folgt ein 1 m hohes Sakramentshäuschen mit Dreiecksgiebel, dazwischen ein kleines Tympanon mit Christusmonogramm und eine 1,10 m hohe Ädikula, auf deren Sockel eine Madonna mit Kind steht. Sie trägt eine Krone, in der linken Hand den Kreuzapfel als Herrschaftszeichen, auf dem rechten Arm das Jesuskind, das seine rechte Hand zum Segen hebt.

### Sakrale Kunst
Zur Ausstattung der Kirche gehört eine aus Holz geschnitzte Madonna mit Jesuskind aus dem Jahr 1994 im Hochaltar, außerdem eine hl. Katharina mit Buch auf einer Konsole, eine Maria mit Kind auf einer Konsole, ein heiliger Josef mit Jesuskind auf einer Konsole links neben dem Hochaltar und eine Herz-Jesu-Figur auf einer Konsole rechts neben dem Hochaltar. 14 gerahmte Kreuzwegbilder hängen an der Eingangswand und an den Seitenwänden.

### Fenster
Die sechs bleiverglasten Rundbogenfenster stammen aus dem Jahr 1943 und zeigen St. Anna, Maria, St. Agnes, St. Antonius, St. Wendelin und St. Aloisius.

### Glocke
Die Bronze-Glocke wurde im Jahr 1974 in der ehemaligen Glockengießerei Mabilon in Saarburg gegossen.